# Bagatelles pour piano de Beethoven
Pour les articles homonymes, voir Bagatelle.
Toute sa vie, Ludwig van Beethoven a composé des petites pièces pour piano qu'il appelait Kleinigkeiten (littéralement: “petites choses”), que l'on traduit plus couramment par bagatelles. Certaines ont été rassemblés en cycles, d'autres ont été publiées séparément, de son vivant ou de manière posthume.
Le terme bagatelle n'est pas forcément mentionné dans le titre des œuvres ainsi désignées (œuvres de Ludwig van Beethoven).

## Intermezzo-bagatelle en ut mineurWoO 52
Date de composition: 1796-98.
Durée: environ quatre minutes.
Publication: posthume, 1888.
Partition libre.
Ce Presto date d'environ 1797 et était peut-être destiné à figurer dans la Sonate pour piano, op. 10 no 1, de même tonalité. Sous sa forme définitive, cette sonate était la première œuvre de Beethoven de son genre coulée en trois mouvements plutôt qu’en quatre, et il a peut-être abandonné cette pièce dans le style d'un scherzo parce que son tempo ressemblait trop à celui du finale. Beethoven a révisé cette pièce en 1798 et à nouveau en 1822 mais elle n'a été publiée pour la première fois qu'en 1888, conjointement avec l’Allegretto en ut majeur, WoO 56.

## Klavierstück en ut “Lustig-Traurig”WoO 54
Date de composition: (?) 1797-98 ou 1802.
Durée: environ deux minutes.
Publication: posthume.
Partition libre.
Cette bagatelle, sans doute composée pour ses étudiants, est en deux sections à 3/8 (ut majeur et mineur) et tient son surnom des indications de tempo, littéralement « joyeux-triste ». Lustig se compose de huit mesures répétées deux fois, dont la seconde commence sur la dominante, sol majeur; la fin une inversion de l'ouverture. Dans Traurig, le sentiment de "tristesse" est amené quelque peu superficiellement par le mode mineur, mais aussi dans le poignant la bémol de la troisième mesure. Contrairement à Lustig, la première phrase de Traurig évolue de façon convaincante à la dominante et la deuxième partie est arrondie par un retour à l'ouverture. Afin de ne pas terminer sur une note aigre, Beethoven retourne à l'épisode d'ut majeur de Lustig.

## Sept bagatellesop.33
Date de composition: 1802.
Durée: environ vingt minutes.
Publication: 1803, Comptoir des Arts et de l'Industrie.
Partition libre.

## Bagatelle en ut majeurWoO 56
Date de composition: 1803 ou 1804.
Durée: environ deux minutes.
Publication: 1888, posthume.
Partition libre.
Cet allegretto est en fait un menuet et trio. Montant et descendant deux fois au cours dans ses huit mesures, le premier thème dispose d'une touche rythmique intéressante. Dans un renversement de la construction typique du menuet, la deuxième partie s'ouvre avec une transposition du premier thème et se ferme avec quelque chose de nouveau. Les deux parties restent en ut majeur. Curieusement, la section marquée trio se comporte exactement comme un trio traditionnel. Après la répétition du premier thème, on a quatre mesures d'une nouvelle mélodie avant un retour complet et littéral du premier thème du trio. La coda commence par inverser les deux lignes des dernières mesures du menuet, la main droite jouant ce qui était auparavant la partie de la main gauche, et inversement.
Lors de sa publication, cette pièce était jumelée avec le Presto en ut mineur WoO. 52 sous le titre Zwei Bagatellen für Clavier.

## Bagatelle en la mineurWoO 59“Für Elise”
Date de composition: 1810.
Durée: environ trois minutes.
Publication: 1865, posthume.
Partition libre.

## Bagatelle en si bémol majeurWoO 60
Date de composition: 1818.
Durée: environ une minute.
Publication: 1824, Allgemeine Musukalische Zeitung, Berlin.
Partition libre.

## Onze bagatellesop.119
Date de composition: vers 1800-1802 et 1820-1822.
Durée: environ quinze minutes.
Publication: 1824, Allgemeine Musukalische Zeitung, Berlin.
Partition libre.

## Six bagatellesop.126
Date de composition: 1823-1824.
Durée: environ vingt minutes.
Publication: 1825, Schott.
Partition libre.

## Allegretto en si mineurWoO 61
Date de composition: 18 février 1821.
Durée: environ trois minutes.
Publication: posthume.
Partition libre.
L'œuvre a été écrite pour l'album de Ferdinand Piringer (1780-1829), haut fonctionnaire viennois et ardent amateur de musique.

## Allegretto quasi andante en sol mineurWoO 61a
Date de composition: 1825.
Durée: environ 30 secondes.
Publication: posthume.
Partition libre.
Ce minuscule Allegretto a été écrit en guise de souvenir pour Sarah Burney Payne, fille de l’historien de la musique Charles Burney. Dans un article paru dans l’Harmonicon, elle raconte sa visite chez le grand compositeur, le 27 septembre 1825.